# Ковалентна връзка
Ковалентната връзка или още двояката връзка е химична връзка, която се осъществява чрез общи  електронни двойки, принадлежащи и на двата атома. Чрез нея се осъществява свързването на атомите както в молекули, така и в кристалите. Тя възниква както между еднакви атоми, например в молекулите на Cl2, O2, H2, диаманта и др., така и между различни атоми в молекулите на H2O, NH3, HX, в кристалите на карборунда SiC. Във всички органични съединения (ниско и високомолекулни) връзката е също ковалентна. Особености на тази връзка са нейната насоченост в пространството и наситения ѝ характер. Ковалентната химична връзка бива: неполярна и полярна, в зависимост от положението на областта на повишена електронна плътност спрямо ядрата на свързаните атоми. При хомоядрените (съставени от еднакви атоми) двуатомни молекули като: H2, N2, Cl2, O2 и др. – повишената електронна плътност е разположена симетрично спрямо ядрата на атомите и се привлича с еднаква сила от тях. Центровете на положителните и отрицателните заряди съвпадат. Такава връзка се нарича неполярна ковалентна. Когато свързващите се атоми са с различна електроотрицателност, електронната плътност е изтеглена вследствие на по-силно притегляне към ядрото на по-електроотрицателния атом, а връзката ще бъде ковалентна полярна HF, HCl. Здравината на ковалентните химични връзки се определя от енергията, която се отделя при образуването им. Връзката е по-здрава и по-трудно се разкъсва, ако при образуването ѝ се отделя по-голямо количество енергия. Има прости и сложни ковалентни връзки. Прости, ако между двата атома е образувана само една обща електронна двойка. Сложна е, когато имаме две или повече общи електронни двойки.

## Съвременни представи за ковалентната връзка
Развитието на теорията на Люис се извършва в две направления. Според първия подход, т.нар. метод на валентните връзки (МВВ), се изхожда от строежа на електронната обвивка на атомите. При образуване на химична връзка електронните облаци, на които се намират единичните електрони, се препокриват частично, при което се образува един по-голям облак, който обхваща и двете ядра, но с повишена електронна плътност между тях. Тъй като атомните орбитали (АО) описват електронните облаци, то се приема, че при частично препокриване на АО на двата участващи във връзката електрона се получава нова молекулна орбитала (МО), която е с по-ниска енергия и различна форма от изходните АО. На молекулната орбитала отговаря повишена електронна плътност между двете ядра. Там е най-вероятно да се намира общата електронна двойка. Електронните облаци и съответно молекулните орбитали имат различна форма, размери и насоченост. Възможностите им за препокриване в пространството са различни, което определя различен вид ковалентна химична връзка. Разпределенеието на електронната плътност се определя от електроотрицателността на атомите, които се свързват.
Вторият подход се нарича метод на молекулните орбитали (ММО). Той разглежда молекулата като единно цяло, което се състои от две или повече ядра и известен брой електрони, но тя е качествено нова частица, изградена от съставните части на атомите – ядра и електрони. Основна задача на този метод е да се определят състоянията, в които се намират всички електрони в молекулата. Без да се имат предвид видът и насочеността на електонните облаци, се търси разпределението на електронната плътност. Аналогично на случая с атома и тук се решава уравнението на Шрьодингер. Отново се получават множество стойностти за енергията и множество функции на пространствените координати. И тук тези функции се наричат орбитали, но молекулни орбитали. Като се познават тези функции, се определя и разпределението на електронната плътност около всички ядра на атомите в молекулата. Валидни са принципът на Паули и правилото на Хунд (електроните заемат най-ниските енергийни нива – първо по единично и след това по електронни двойки). При използването на този метод изискването на Люис за осъществяване на обща електронна двойка при химичната връзка вече не е съществено. Връзката се осъществява не защото се е образувала елекронна двойка, а защото общата енергия на системата при преминаване на атомите от несвързано в свързано състояние е намаляла. Така се обяснява и строежът на молекули и йони с нечетен брой електрони – NO, NO2, H2+ и т.н.
При образуване на молекулата на водорода всеки водороден атом участва с по един електрон. От двете 1s-АО се образуват две двуцентрови молекулни орбитали – σ-МО с по-ниска енергия (свързваща МО) и σ*-МО с по-висока енергия от изходните АО (антисвързваща МО). Двата електрона заемат по-ниска по енетгия σ-МО. Електроните трябва да са с противоположни спинове, тъй като принципът на Паули се спазва и при МО. При прехода от 1s-АО на σ-МО всеки електрон отдава енергия. Енергията на образуваната молекула е по-ниска от сумата от енергиите на двата водородни атома.
Примери за КХВ:
- Най-простият случай на КХВ е между атомите на водорода. Образуването на връзка в молекулата се изразява по следния начин:
H• + •H → H:H + E
H↑ + H↓ → H↑↓H + E
Водородните атоми са с електронна конфигурация 1s1. При образуването на общата електронна двойка те изпълват външния си електронен слой и добиват електронната конфигурация на атома на хелия – 1s2, която е устойчива: ЕH2< EH + EH. Според съвременните представи общата електронна двойка е резултат от частичното препокриване на 1s-АО на водородните атоми, на които се намират електроните с противоположни спинове. При това препокриване на 1s-АО се получава нова двуцентрова МО, която е с по-ниска енергия и с различна форма от изходните АО. На молекулната орбитала отговаря повишената електронна плътност между двете ядра. Там е най-вероятно да се намери обща електонна двойка.